# Puchar USA 1993 w piłce nożnej
Puchar USA 1993- druga edycja turnieju towarzyskiego o Puchar USA odbyła się w 1993 w Stanach Zjednoczonych.

## Uczestnicy
W turnieju uczestniczyły cztery drużyny :
- Anglia
- Brazylia
- Niemcy
- Stany Zjednoczone

## Mecze
| 6 czerwca New Haven |  | Stany Zjednoczone | 0 | - | 2 (0-1) | Brazylia |

| 9 czerwca Foxborough |  | Stany Zjednoczone | 2 | - | 0 (1-0) | Anglia |

| 10 czerwca Waszyngton Stany Zjednoczone |  | Brazylia | 3 | - | 3 (3-0) | Niemcy |

| 13 czerwca Waszyngton Stany Zjednoczone |  | Anglia | 1 | - | 1 (0-0) | Brazylia |

| 13 czerwca Chicago |  | Stany Zjednoczone | 3 | - | 4 (1-2) | Niemcy |

| 19 czerwca Pontiac Stany Zjednoczone |  | Anglia | 1 | - | 2 (1-1) | Niemcy |

### Tabela końcowa
| M | Reprezentacja     | L.m. | Zw. | Rem. | Por. | Bramki | R.br. | Pkt |
| 1 | Niemcy            | 3    | 2   | 1    | 0    | 9:7    | +2    | 5   |
| 2 | Brazylia          | 3    | 1   | 2    | 0    | 6:4    | +2    | 4   |
| 3 | Stany Zjednoczone | 3    | 1   | 0    | 2    | 5:6    | -1    | 2   |
| 4 | Anglia            | 3    | 0   | 1    | 2    | 2:5    | -3    | 1   |

Zwycięzcą turnieju o Puchar USA 1993 zostały  Niemcy.